# Пікетування
Пікетування — форма публічного вираження колективної або індивідуальної думки (демонстрація підтримки, солідарності, протесту проти чого-небудь) шляхом розміщення плакатів, транспарантів та інших засобів наглядної агітації в громадському місці. За іншим визначенням — колективна або індивідуальна дія, що виражається в охороні чи блокуванні якихось об'єктів (урядових будинків, споруд, колон демонстрантів та ін.). Пікети (за аналогією з військовими пікетами) — переважно невеликі групи людей, які стоять, сидять або колоподібно рухаються навколо об'єкта пікетування. Пікети бувають:
- за масштабами проведення — місцеві й регіональні;
- за кількістю пікетників — індивідуальні й колективні;
- за правомірністю їх проведення — санкціоновані та несанкціоновані, тобто законні й незаконні;
- за спрямованістю дій — блокуючі та охоронні;
- за цілями — політичні, економічні, підтримки, солідарності, протесту тощо.

Особливий вид пікету — наметове містечко.